# Elene Joshtaria
Elene Joshtaria (en georgiano: ელენე ხოშტარია; Tiflis, 18 de noviembre de 1979) es una política georgiana y miembro del Parlamento de Georgia entre 2016 y 2020. De 2007 a 2012 fue la primera viceministra del Ministerio de Estado para la Integración Euroatlántica de Georgia y también fue candidata en las elecciones a la alcaldía de Tiflis de 2017.

## Biografía
Nacida en Tiflis, Joshtaria se graduó de la Instituto Estatal de Relaciones Internacionales de Moscú  y es licenciada en Seguridad Internacional. En 2002 trabajó como becaria en el Grupo Helsinki de Moscú para los Derechos Humanos y en la Embajada de Georgia en la Federación Rusa. Desde 2004 se convierte en Coordinadora de Relaciones Internacionales, Jefa del Departamento de Relaciones Internacionales del Ministerio del Interior y Jefa Adjunta del Departamento de Relaciones Internacionales e Integración Euroatlántica. Entre 2004 y 2006 trabajó en la Oficina del Ministro de Estado para la Integración Europea y Euroatlántica, como Jefa del Departamento de Integración Euroatlántica. Entre 2007 y 2012 fue Viceministra en la Oficina del Ministro de Estado para la Integración Europea y Euroatlántica. 
Joshtaria se convirtió en miembro del Parlamento de Georgia en 2016, siendo miembro del Comité de Derechos Humanos e Integración Civil y luego del Comité de Salud y Asuntos Sociales. En 2017 fue una de las dos únicas candidatas a la alcaldía en las elecciones a la alcaldía de Tiflis como candidata de Georgia Europea, recibiendo 28.411 votos y ocupando el cuarto lugar. En las elecciones parlamentarias de 2020, Joshtaria fue candidata del mismo partido en la circunscripción mayoritaria del distrito de Vake. 
El 8 de marzo de 2021, Joshtaria fundó el movimiento político Droa! (¡Ha llegado el momento!) con el que planea exponer a los funcionarios corruptos, abusadores, estafadores, ladrones, miembros de clanes, nepotismo, vínculos con Rusia y todo tipo de injusticias.El 15 de febrero de 2022, los poderes parlamentarios de Elene Joshtaria fueron terminados por faltar a más de la mitad de las sesiones.